# Trifurcula immundella
The Broom Pygmy Moth (Trifurcula immundella) là một loài bướm đêm thuộc họ Nepticulidae. Nó được tìm thấy ở miền tây châu Âu, wherever the host plant occurs.
Sải cánh dài 6-8,4 mm. Con trưởng thành bay từ tháng 6 đến tháng 8.
Ấu trùng ăn Cytisus scoparius. They mine the bark of twigs of their host plant. Kén của chúng giống như kén của loài Leucoptera spartifoliella.